# Gregor Thommen
Gregor Thommen (* 16. Februar 1980 in Biel) ist ein ehemaliger Schweizer Eishockeyspieler, der bis 2011 Sportchef bei den Huttwil Falcons war.

## Karriere
Gregor Thommen begann seine Karriere im Nachwuchs des EHC Biel und durchlief dort alle Nachwuchs-Mannschaften. 1996 wechselte er zum SC Bern, um für dessen Elite-A-Junioren zu spielen. In der Spielzeit 1997/98 gab er sein Debüt in der Nationalliga A für den SCB. 1999 wechselte er zurück in seine Heimatstadt zum EHC Biel und spielte für diesen Club bis 2001.
Weitere Stationen in seiner Spielkarriere waren die Kloten Flyers (NLA), wo er zwischen 2001 und 2003 spielte, der HC Ajoie aus der NLB (2003–2006) und die SCL Tigers (11 Spiele in der Saison 2005/06).

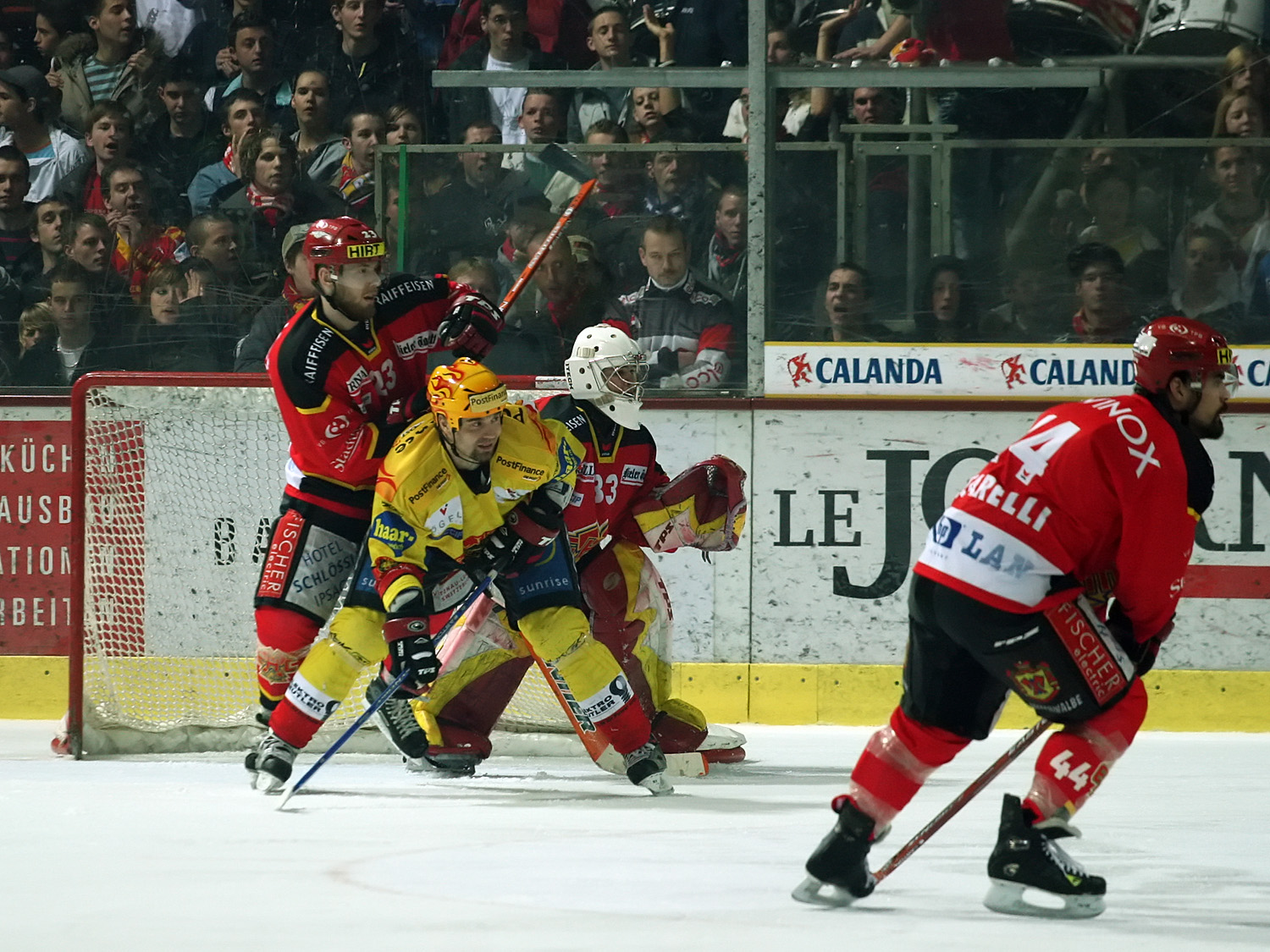
Thommen (ganz links) bei einem NLB-Playoff-Spiel, April 2007

Im Sommer 2006 kehrte er zum EHC Biel zurück und gewann im April 2007 die NLB-Meisterschaft mit dem Club. In der Saison 2007/08 gewann er wiederum die NLB-Meisterschaft mit dem EHC Biel und schaffte danach in der Ligaqualifikation den Aufstieg in die NLA. Nach diesem Erfolg verließ der den EHCB und spielte einige Partien für den EHC Napf in der 1. Liga, ehe er aufgrund einer schweren Gehirnerschütterung seine aktive Spielerkarriere beendete.
Ab der Saison 2009/10 war er Sportchef der Huttwil Falcons. In der Saison 2010/11 übernahm er zusätzlich das Amt als Nachwuchschef der Huttwil Falcons. Im März 2011 konnte er mit den Huttwil Falcons den Aufstieg in die NLB feiern. Per Ende Saison 2010/11 ist Thommen von seinen Aufgaben als Sportchef sowie Nachwuchschef zurückgetreten.

### International
1998 nahm Gregor Thommen an der Junioren-Europameisterschaft teil. Ein Jahr später, bei der Junioren-Weltmeisterschaft 1999, stand er im Kader der Schweizer U20-Eishockeynationalmannschaft.

## Erfolge und Auszeichnungen
- 2007 Schweizer Meister der NLB mit dem EHC Biel
- 2008 Schweizer Meister der NLB mit dem EHC Biel und Aufstieg in die NLA
- 2011 Schweizer Meister der 1. Liga mit den Huttwil Falcons und Aufstieg in die NLB